# St.-Nikolai-Kirche (Holbæk)

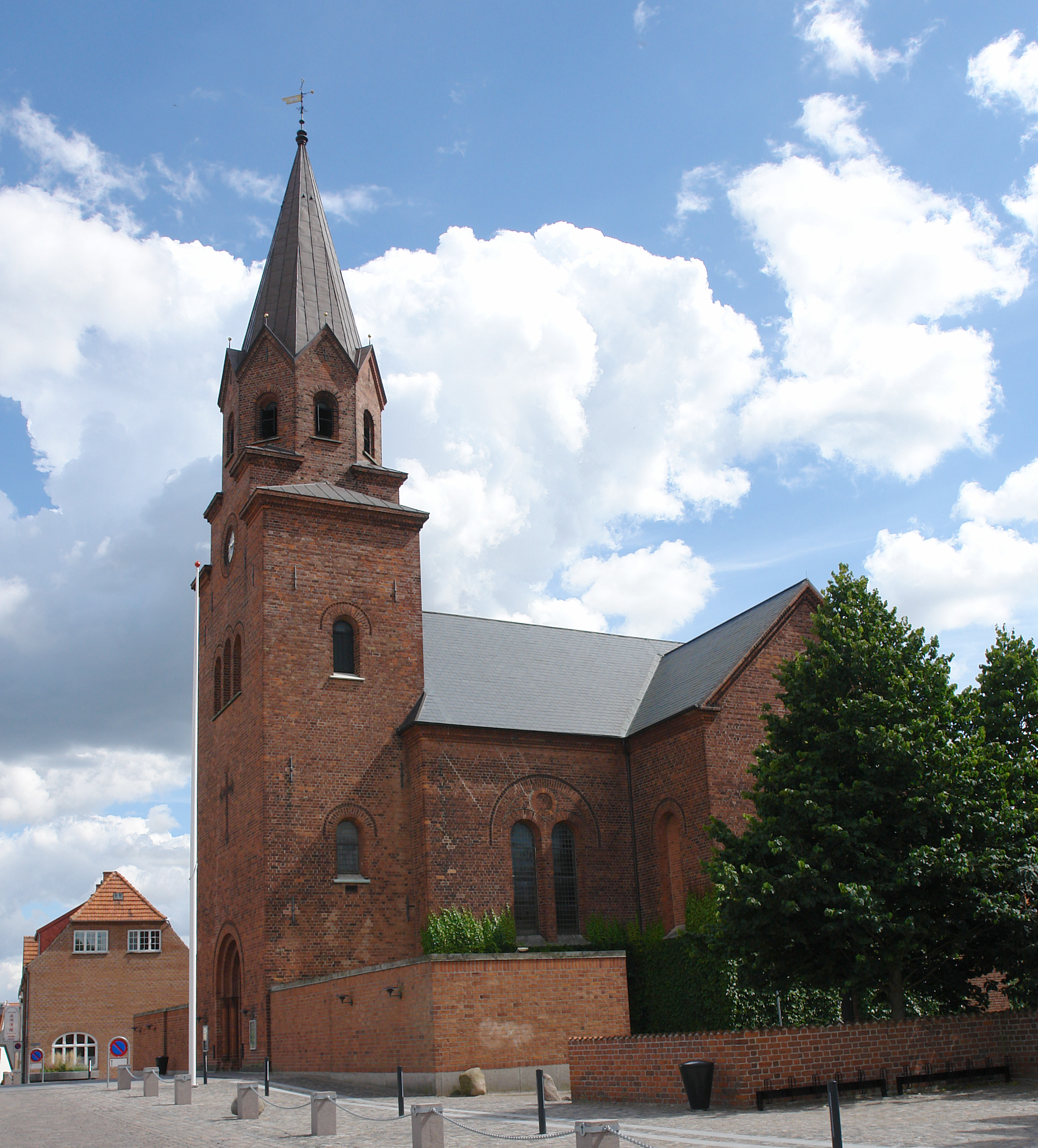
St.-Nikolai-Kirche

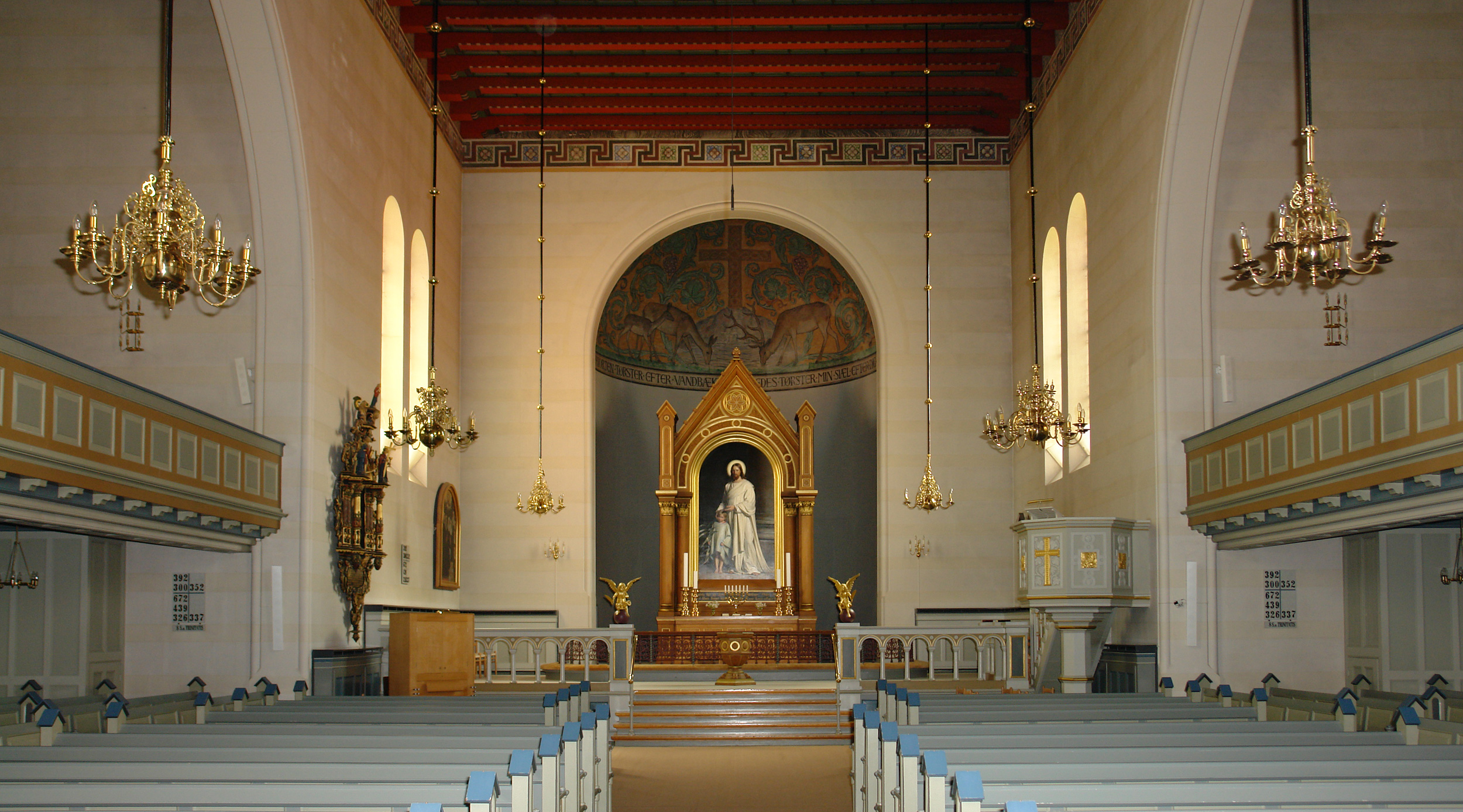
Kirchenschiff mit Seitenschiffen und Altar

Die evangelisch-lutherische St.-Nikolai-Kirche (dänisch Skt. Nikolai kirke) in Holbæk ist die Pfarrkirche der Sankt Nikolai Sogn in der Holbæk Kommune auf der dänischen Insel Seeland. Die Backsteinkirche im neuromanischen Stil wurde 1868 anstelle einer mittelalterlichen ehemaligen Klosterkirche errichtet, die wegen Baufälligkeit abgetragen wurde. Wertvolles Inventar aus der alten Abteikirche wurde teilweise übernommen.

## Geschichte
Holbæk hatte im Mittelalter drei Kirchen: Die St. Nikolai Kirche in der Nähe der heutigen Schiffsbrücke am Ende der Ahlgade, die nach Nikolaus von Myra benannt wurde, im Osten die Vor Frue (Unsere Liebe Frau) Kirche des Dorfes Labæk und die nach Papst Lucius I. benannte und 1323 geweihte Klosterkirche Sct. Lucius. Nach der Reformation wurde erst die Vor Frue Kirche abgerissen, dann 1573 St. Nikolai. Das 1275 von den Dominikanern – den Schwarzen Brüdern (dänisch Sortebrødreklostret) – gegründete Kloster hatten die Mönche nach der Reformation im Jahre 1536 aufgegeben und es der Stadt überlassen. Die Klosterkirche wurde zur Pfarrkirche umgewandelt, 1869 wegen Baufälligkeit abgerissen und durch einen Neubau ersetzt. Von dem Kloster sind nur zwei Flügel erhalten geblieben – Holbæks einzige mittelalterliche Gebäude. Wertvolles historisches Inventar wurde zum Teil verkauft, anderes ist jetzt in der neuen Kirche oder im Holbæk Museum und im Nationalmuseum.

## Architektur

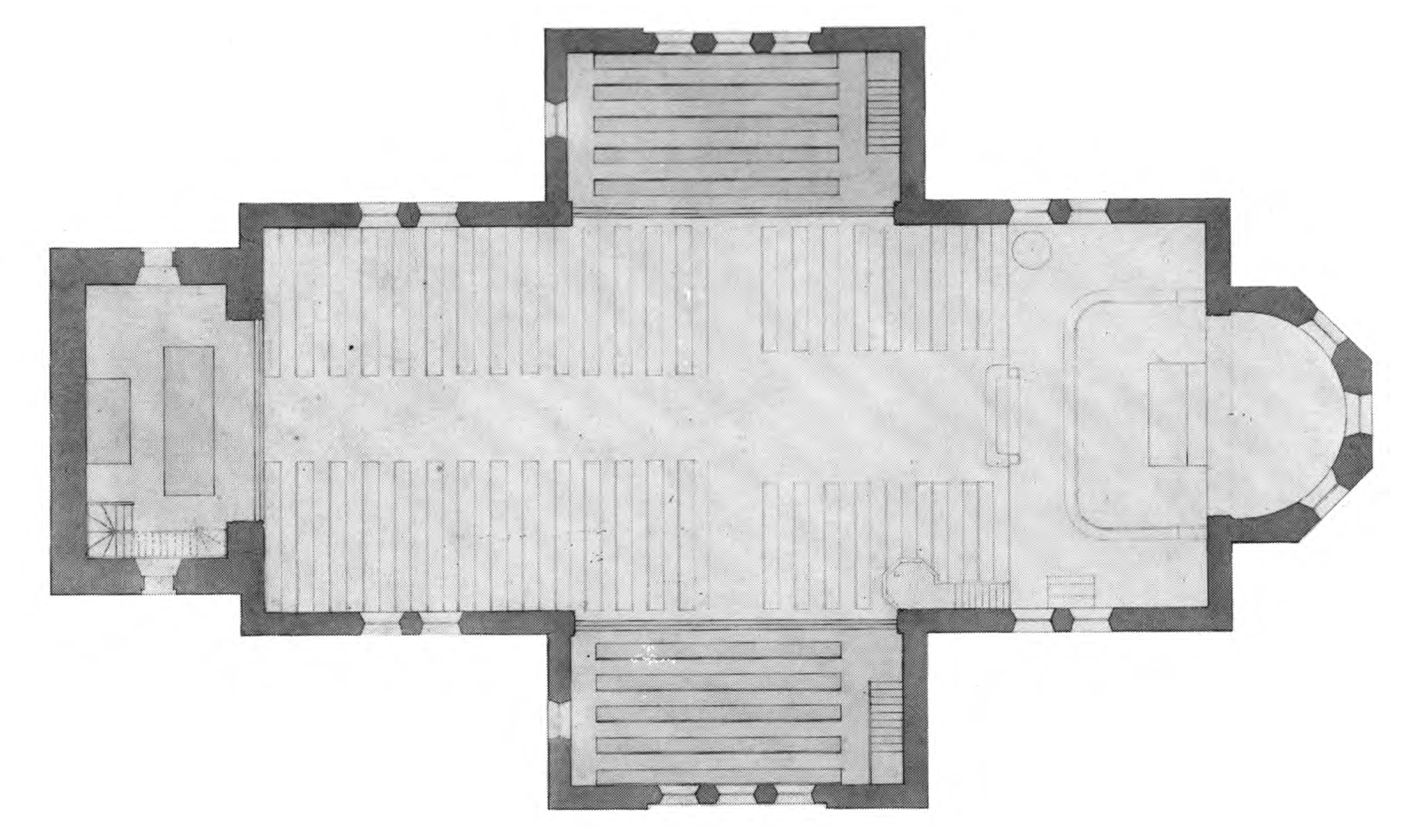
Galerieplan von 1866

1868 wurde die neue Kirche nach Plänen von Professor Chr. Hansen (1803–1883) erbaut. Den Bebauungsplan änderte Hansen noch 1869, indem er den Bau nicht – wie die alte Abteikirche – nach West-Ost ausrichtete, sondern in Nord-Süd-Richtung. Die im neuromanischen Stil errichtete rote Backsteinkirche mit Granitsockel wurde im Jahr 1872 geweiht. Sie hat die Form eines Kreuzes mit eckigem Chorende im Süden. Der Turm an der Nordseite hat eine rechteckige Grundfläche, einen quadratischen Aufsatz in Höhe der Turmuhr und darüber einen achteckigen Turmfortsatz mit einer kupfergedeckten Turmspitze. Die Kirche ist 31,2 m lang, 11,1 m breit und hat eine Turmhöhe von 45,2 m.
Der Architekt plante auch die Einrichtung der Kirche. Epitaphien und Gedenktafeln aus der Klosterkirche wurden erst Jahrzehnte später aufgehängt. Im ersten Jahrzehnt nach dem Bau erhielt die Kirche den Namen Sankt Nikolai.

### Renovierungen
Bei der großen Renovierung 1930 wurden die seitlichen Galerien abgesenkt, um über die Fenster in den Seitenschiffen mehr Licht zu erhalten. In der Apsis wurden die Fenster zugemauert, damit der Altar besser zur Geltung kommt. Ole Søndergaard malte ein Fresko an das Gewölbe über dem Altar mit Rehen, die am Fuße des Kreuzes aus dem Brunnen des Lebens trinken. Über dem Eingang wurde eine Orgelgalerie gebaut und Wände und Decke erhielten einen andersfarbigen Anstrich.
Während der Renovierung 1967 wurde die Treppe zum Chor verbreitert und die zwei Trompete blasenden vergoldeten Engel von Lorentz Jørgensen kamen wieder in die Kirche. Die Seitenfenster in den Seitenschiffen wurden zugemauert, um die Leuchtkraft der Glasmalereien in den großen Fenstern zu stärken. Die Orgelempore wurde noch tiefer gelegt und eine neue Orgel mit neuer Fassade installiert. Innenraums und Gestühl erhielten eine neue Farbgebung.

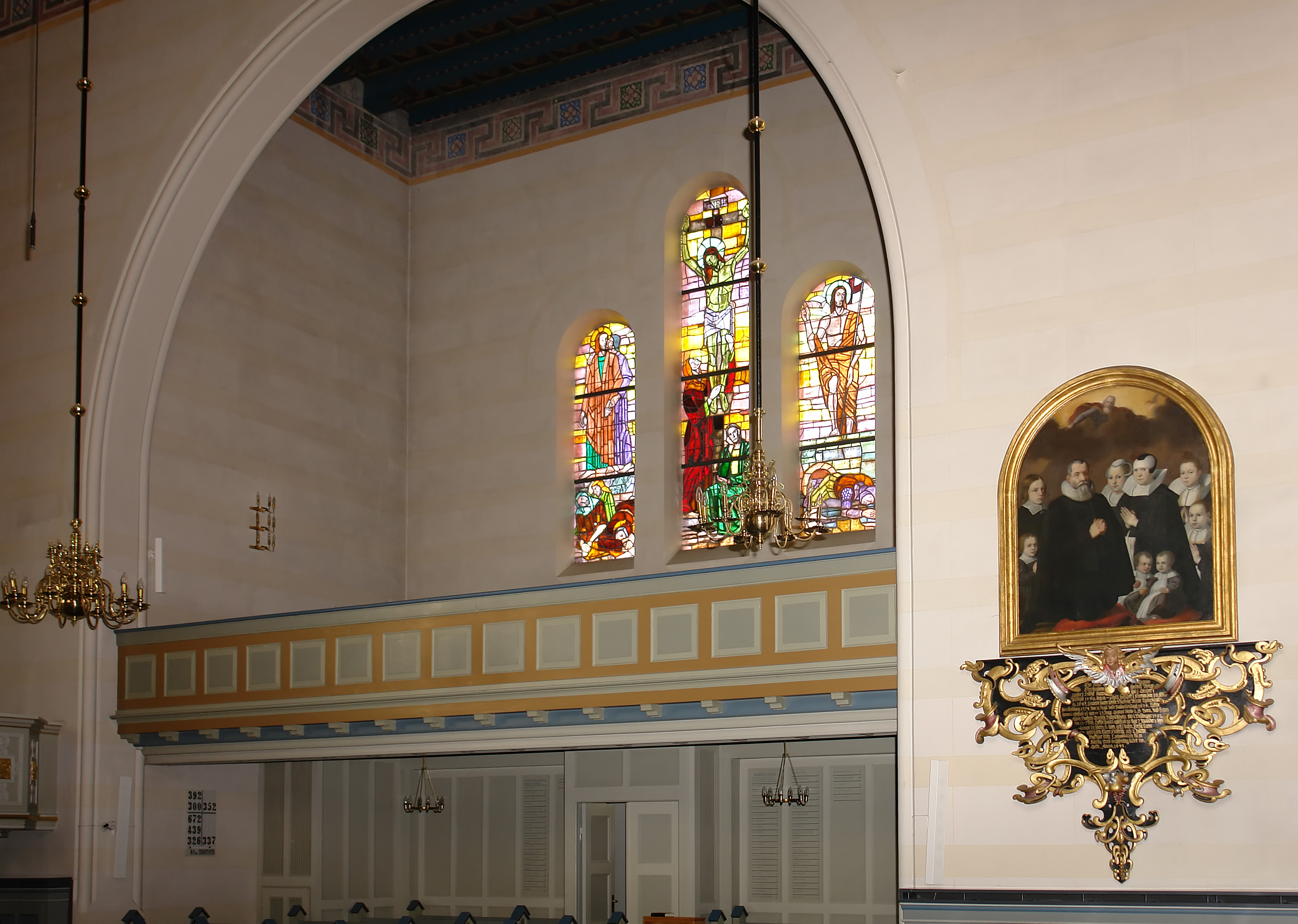
Seitenschiff-Ost: Glasmalerei und Epitaph von 1648

## Glasfenster
Nach Zeichnungen von Professor Kræsten Iversen wurden die Bleiglasfenster in beiden Seitenschiffen angefertigt. Für das Westfenster-Motiv Rückkehr Christi mit Cherubim an den Seiten, die Tote in ihren Gräbern mit Posaunen aufwecken, gab es 1945 eine anonyme Spende. Die Fenster im Osten mit den Motiven Judaskuss, Kreuzigung und Auferstehung sind von 1949, sie wurden durch eine Sammlung in der Kirche finanziert.

## Ausstattung

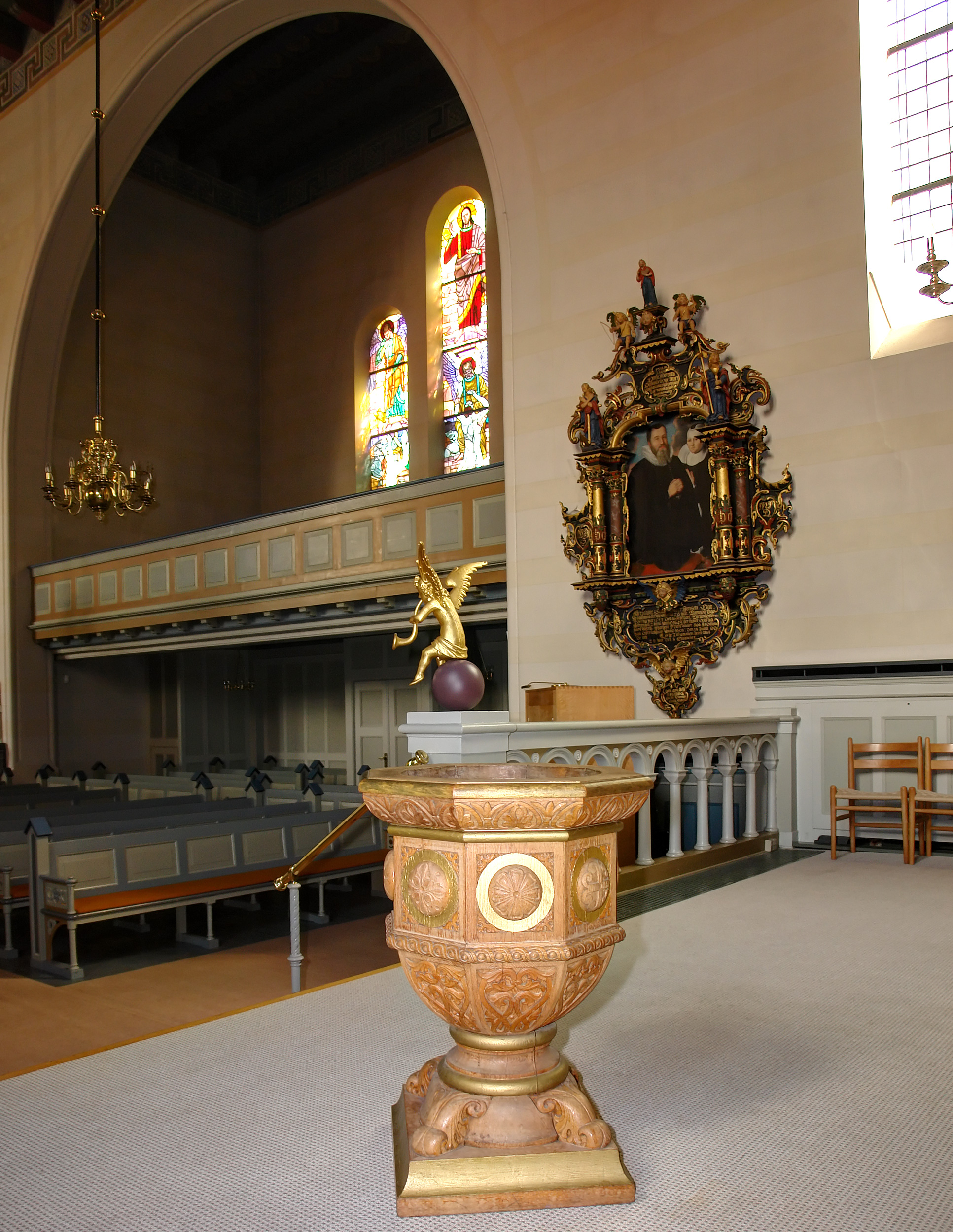
Taufbecken von 1872, Epitaph (um 1649) von Stadtrat Peter Jensen

Die Kanzel und das Taufbecken wurden, wie alles ursprüngliche Inventar – einschließlich der Galeriefassade und der 70 Bänke – vom Architekten der Kirche Christian Hansen 1872 entworfen. 1930 wurden neue Füllungen mit Evangelisten-Symbolen vom Bildschnitzer Hviid angefertigt. Die Messingschale des Taufbecken ist eine süddeutsche Arbeit von zirka 1550, deren Stempel und Gravuren nicht mehr lesbar sind.
Das Votivschiff – ein Modell der Norske Løwe – wurde der Abteikirche 1750 von einem Kaufmann gestiftet.

### Altar

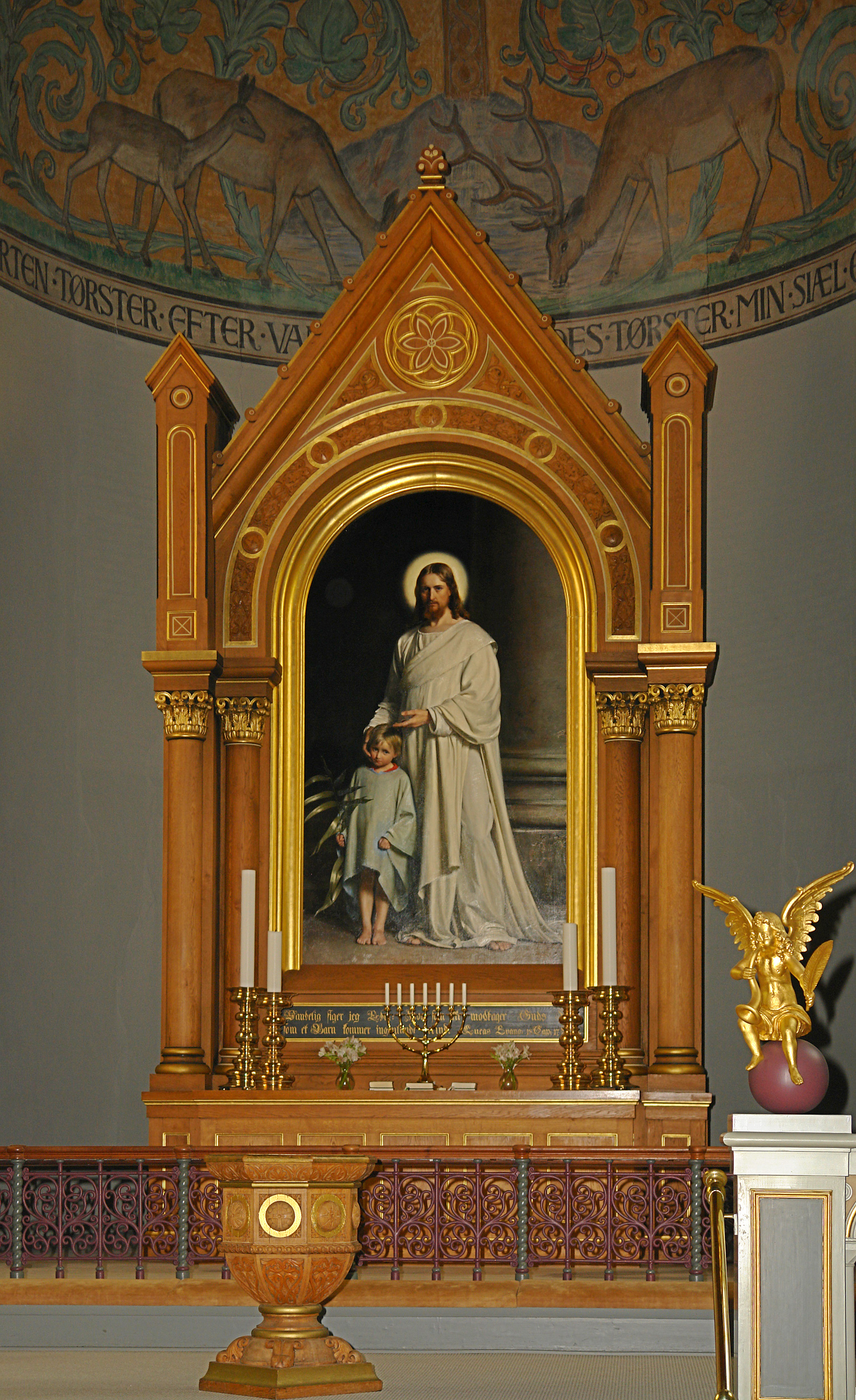
Altarbild Jesus mit Kind von Carl Bloch

Das Altarbild Jesus und das Kind (385 × 160-80 cm) wurde bei Carl Bloch (1834–1890), einem bekannten Maler seiner Zeit, in Auftrag gegeben. Der Text unter dem Bild nach (Lk 18,17 ) lautet in dänisch „Sandelig siger jeg Eder: Hvo som ikke modtager Guds Rige som et Barn, kommer ingenlunde derind. Lucas Evang: 18 Cap: 17 Vers.“ (Wahrlich, ich sage euch: Wer das Reich Gottes nicht so annimmt wie ein Kind, der wird nicht hineinkommen). Das Bild ist signiert mit „Carl Bloch 1873“, es war zur Weihe der Kirche 1872 noch nicht fertig. Am 26. Mai 1873 schrieb Carl Bloch, „das Bild ist nun fertig und bleibt auf Charlottenborg aufgestellt, bis es trocken genug ist, um es nach Holbaek auszuliefern“. Eine Farblithografie befindet sich im Holbæk Museum.
Von 1872 stammen die Altarschranke und das Altarretabel aus poliertem Eichenholz mit Vergoldung an den Basen, Kapitellen und Zierleisten. Der Altar hatte ursprünglich zwei seitliche Türen, die den dahinter liegenden Raum mit dem Beichtstuhl abtrennte. Der heutige Altartisch ist von 1950.
Von den vier großen Altarleuchtern sind zwei aus dem Jahr 1699, die anderen sind Kopien von 1949. Der siebenarmige Leuchter wurde 1912 gespendet.

### Kronleuchter
Sechs der großen Messing-Kronleuchter im Kirchenschiff stammen aus der Abteikirche, weitere sind im gleichen Stil gehalten, aber von 1930 und später. Ein Kronleuchter im Chor wurde 1713 von Bürgermeister Donald Grubbe und seiner Frau Sidsel Pop gespendet, der zweite ist eine Nachahmung von 1930. Im westlichen Seitenschiff hängt der älteste Leuchter, gestiftet 1661 vom Ratsherren Kresten Thomsen und Sophia Albrechtdatter. Den Leuchter im östlichen Querschiff schenkten 1777 Hans Olsen Sandøes und Jensdatters vier Kinder, die Familie, die auch das Votivschiff stiftete. Am Nordende zwei Leuchter, aus 1725 eine Schenkung von Anders Grubbe und Frau, 1726 von Anders Christensen Brinch und Lena Nelsdatter. Die kleinen Leuchter über und unter der Orgelempore sind aus den 1950er Jahren und von 1996.

### Orgeln

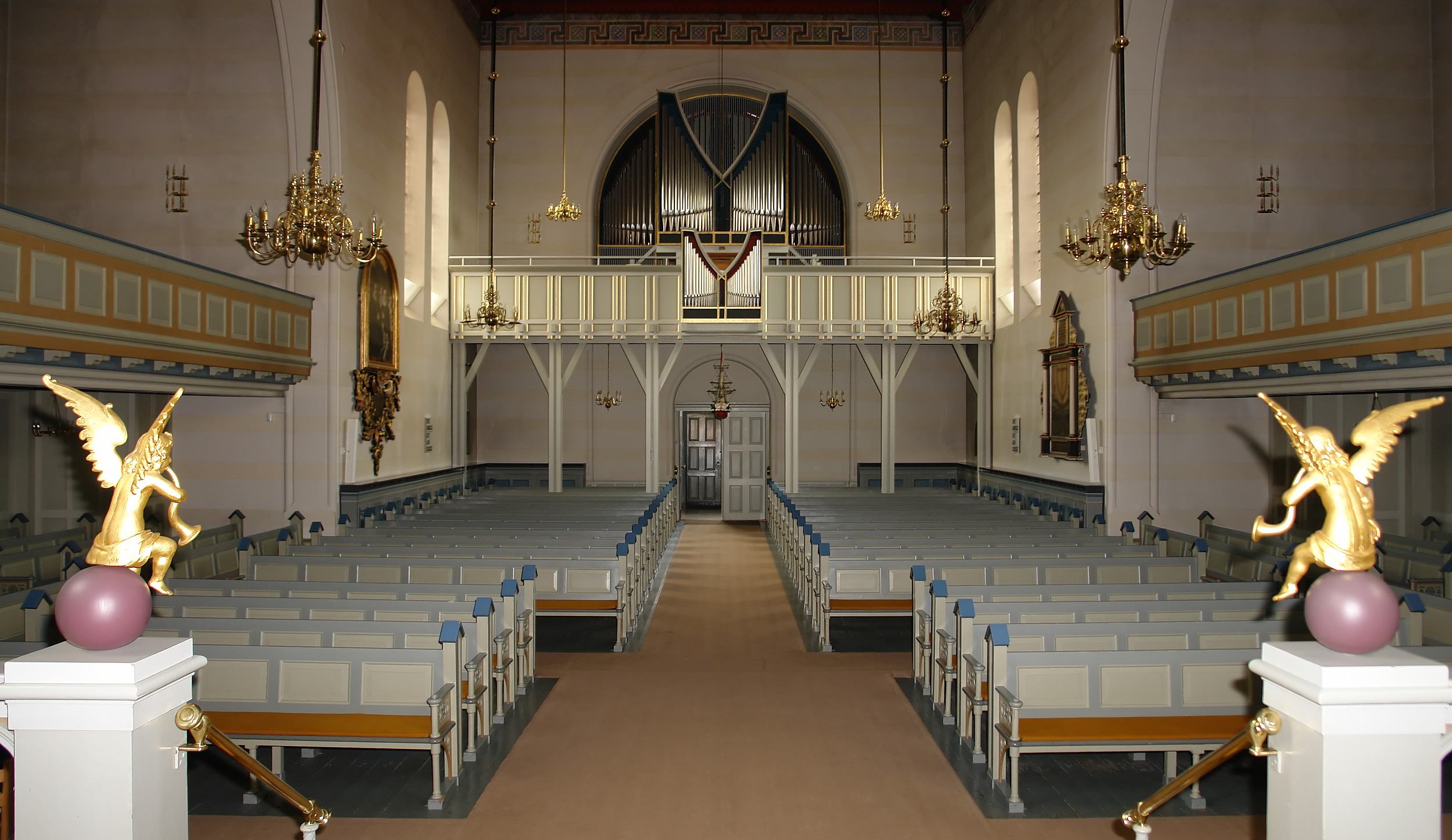
Hauptorgel von 1967

- Die Hauptorgel mit 41 Registern, drei Manual (Musik)|Manualen, einem Pedal und Rückpositiv wurde 1967 bei Th. Frobenius og Sønner gebaut;[1] es ist die dritte Orgel dieser Kirche seit 1872.
- Die Chororgel von 1990 stammt vom Orgelbauer Carsten Lund.[2] Sie hat eine gemeinsame Registrierung mit vier Bass- und sechs Diskant-Registern auf einem Manual.

### Glocken und Glockenspiel
Zwei alte Glocken aus der Klosterkirche hängen oben im Turm, knapp unterhalb der Spitze. Die kleine „tolvklokken“ (⌀ 90 cm) wird dem Glockengießer Hans Nielsen (Johannes Nicolai) zugeschrieben. Sie wurde um 1450 gegossen und trägt eine lateinische Inschrift: „Alpha et o(mega) b(e)u[statt n](e)dic(tus) d(ominu)s ho(m)o rex gl(ori)e veni cu(m) pace amen“.
Die große Glocke (⌀ 111 cm) wurde 1611 von Borchart Gelgiesser (Quellichmeyer) gegossen. Sie trägt die (gemischt lateinisch, dänisch, deutsche) Inschrift: „Spes mea Christvs est Chriesten Rasmvsson Henni Bravnschweigk Kierckewerge bis Holbecke Kercke verbvm Domini Manet in æternvm gos Michigan Borchart Gelgieser anno Domini 1611“ (Christus ist meine Hoffnung. Christen Rasmussen, Henni Braunschweig, Kirchenvorstand zu Holbæk Kirche. Das Wort des Herrn währet ewiglich. Borchart Gelgiesser (Quellichmeyer) goss mich im Jahr des Herrn 1611).
1979 wurde das gespendete Carillon eingeweiht. Für die 37 Glocken mit einem Gewicht von 2.735 kg musste der Turm verstärkt werden. Die größte Glocke weist zwei Inschriften in Dänisch auf: „Som den største af 37 klokker/ alle skænket af Kristine Pedersen/ til Skt. Nikolai kirke/ støbtes jeg 1978 af Eijsbouts i Holland“ und „Gud give mig til glæde at klinge“ (Gott gebe mir die Freude am Klingen).
Mehrmals am Tag läuft das von der Glockengießerei Eijsbouts in den Niederlanden gebaute Glockenspiel mit 25 Glocken automatisch, seit 1996 durch Computer gesteuert. Bei besonderen Anlässen kann es manuell bespielt werden.

### Turmuhr
Die Turmuhr – signiert und datiert mit: „Peter Mathiesen Copenhagen Anno 1737“ – wurde aus der ehemaligen Abteikirche übernommen. Sie steuert den Uhrschlag für die Viertelschläge auf der kleinen „tolvklokken“ und den Stundenschlag auf der großen Glocke.

### Epitaphien im Chor
An der Westwand ein Gedenkbild für ein junges Mädchen, Karen Sørensdatter. Das Gemälde auf Holz zeigt die Verstorbene kniend neben dem Kreuz, auf dem Rahmen männliche und weibliche Hermen mit Armen in Form von gewundenen Spiralen. Im Kopfstück das Christusmonogramm IHS, darunter eine Grabschrift zu Karen Søffrens Tochter, die in Holbæk gelebt und gestorben ist. Im Piedestal ein Zitat aus (Röm 5,8 ). Eine Renaissancearbeit um 1625–1650, die Originalteile sind aus Eiche, Ergänzungen wurden nach 1896 angebracht (156 × 115 cm).
Das Bild an der Ostwand zeigt einen unbekannten Holbæker Bürger mit zwei Frauen und 11 Kindern. Es wurde 1847 als ein großes Epitaph mit 14 Personen bezeichnet, aber ohne Namen und Daten. Am oberen Rand Christus auf der Weltkugel sitzend mit vier Engeln darunter. Das Gemälde auf einer Metallplatte (um 1650) wurde in einen Profilrahmen eingesetzt, der Epitaphrahmen ist nicht erhalten (172 × 140 cm).

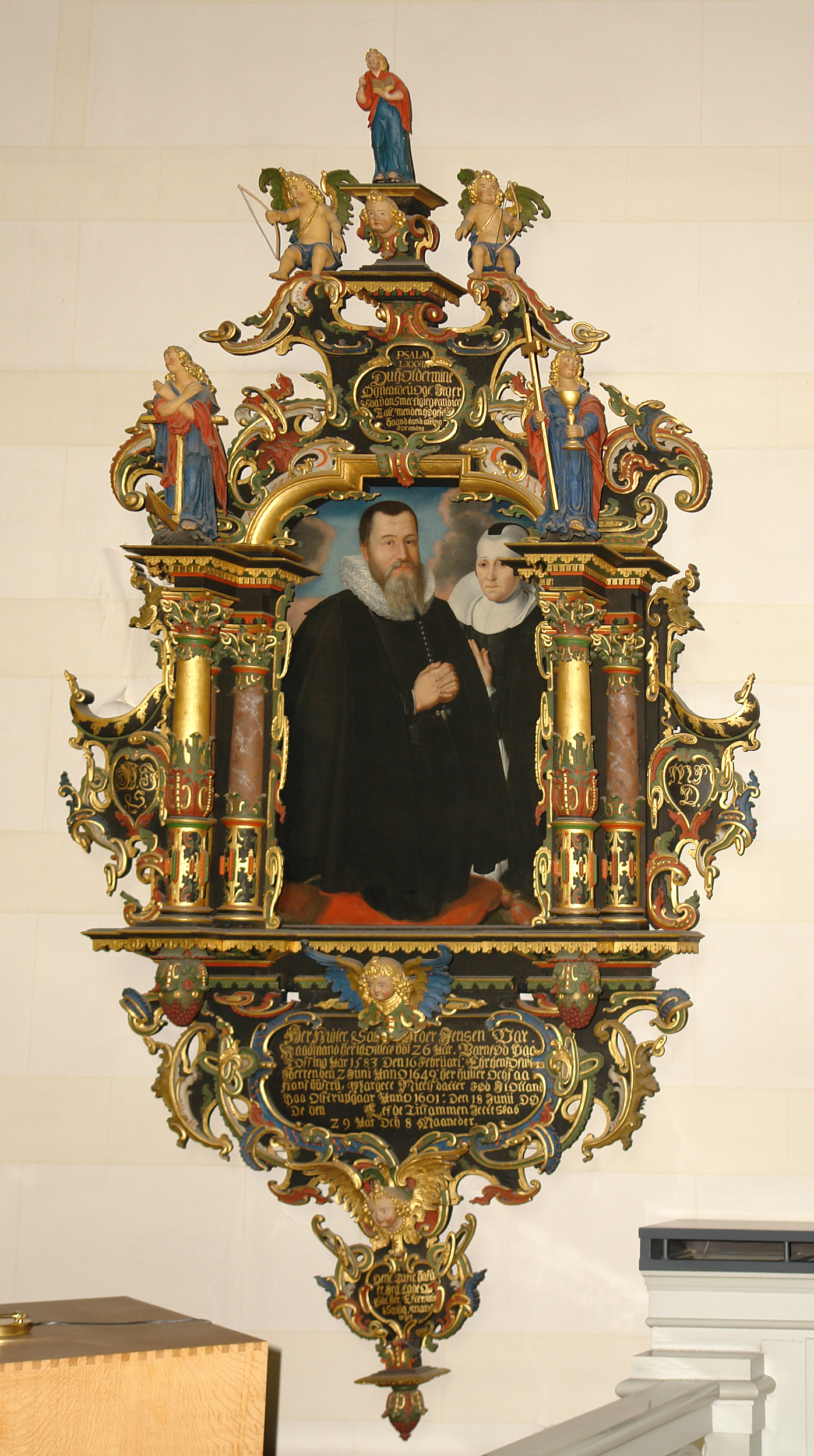
Epitaph (um 1649): Stadtrat Peter Jensen und seine Frau Margrethe kniend im Gebet
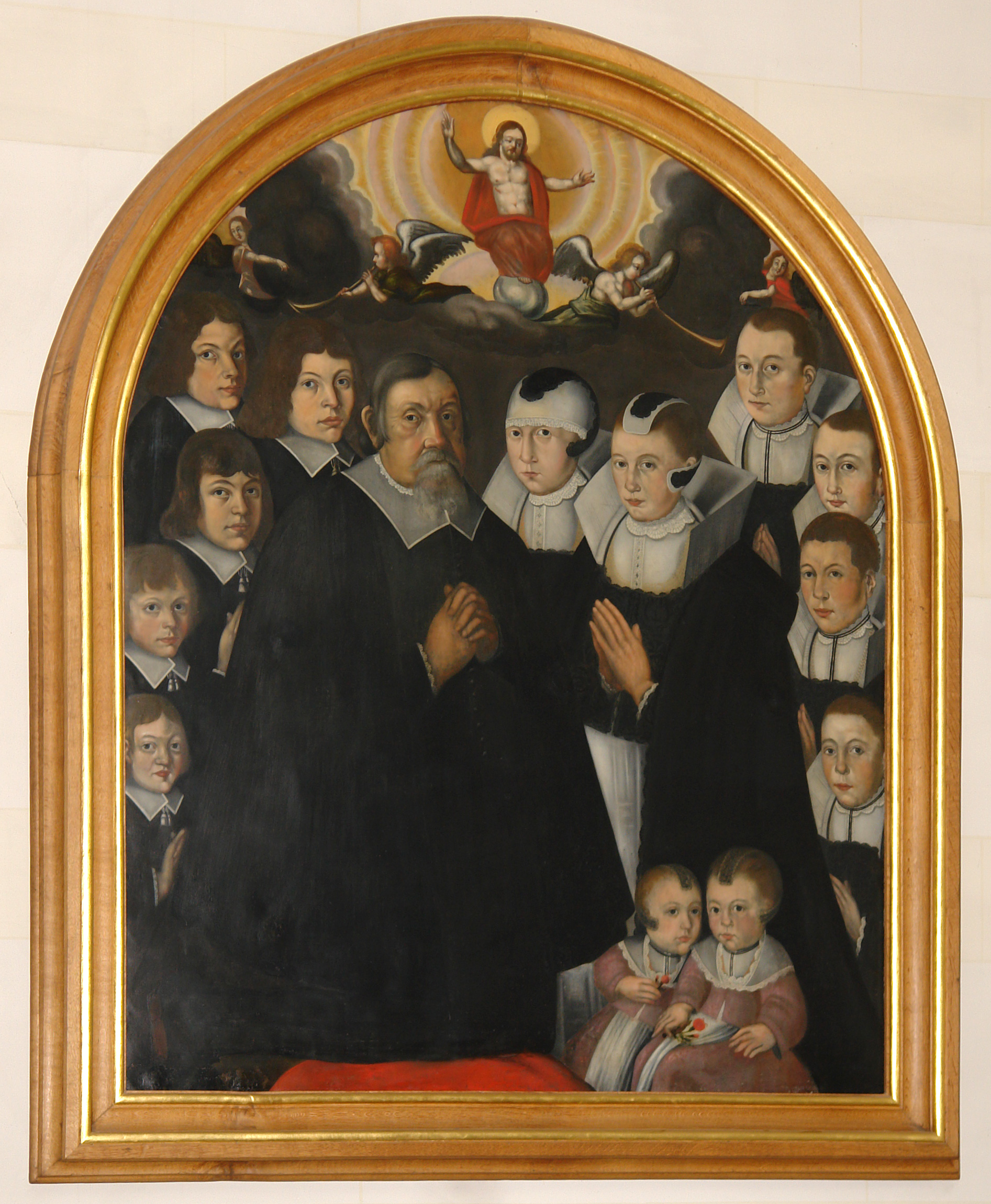
Epitaph (um 1650): unbekannter Holbæker Bürger mit zwei Frauen und 11 Kindern.
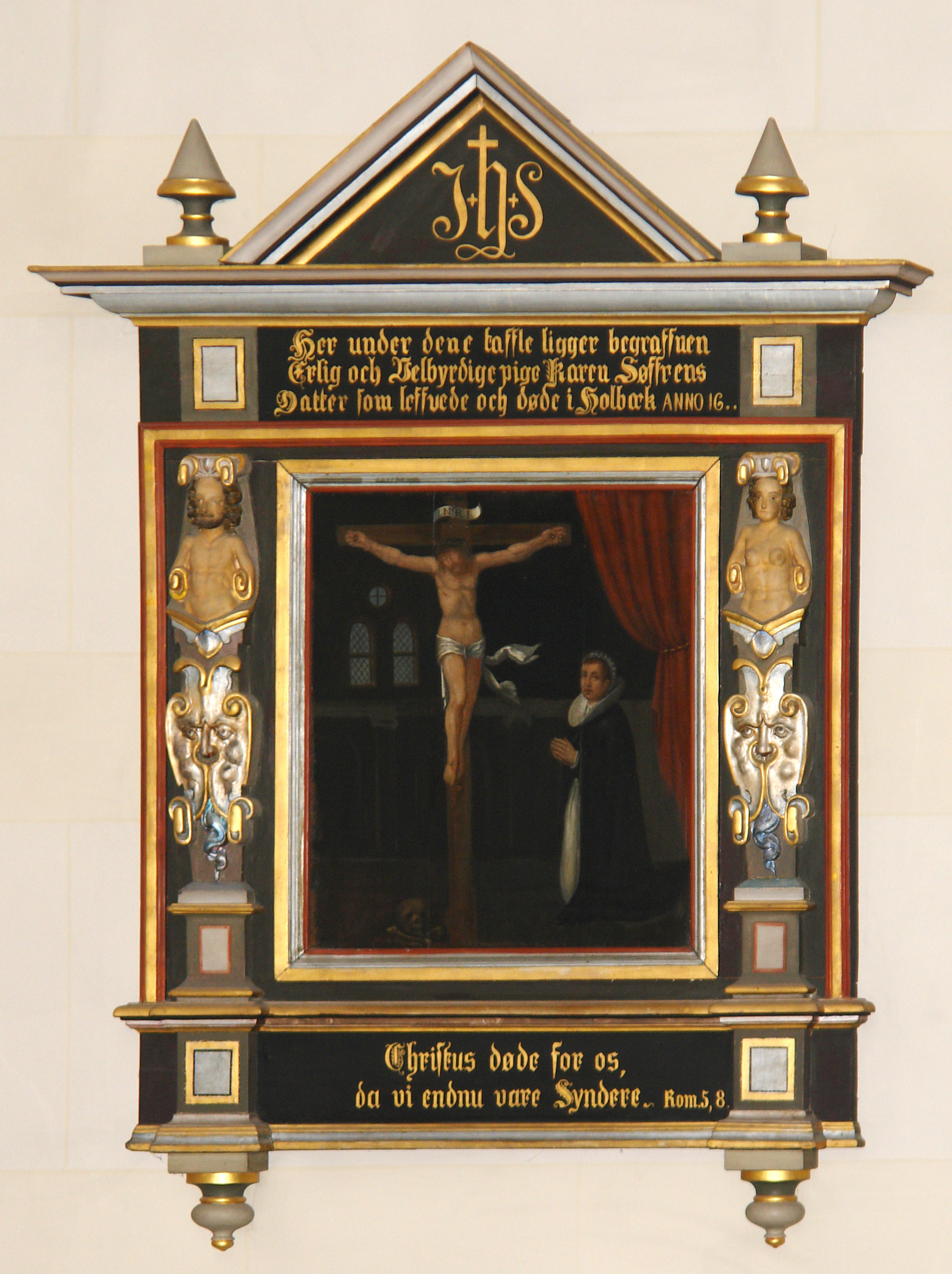
Epitaph (um 1625–1650): für ein junges Mädchen, Karen Sørensdatter.
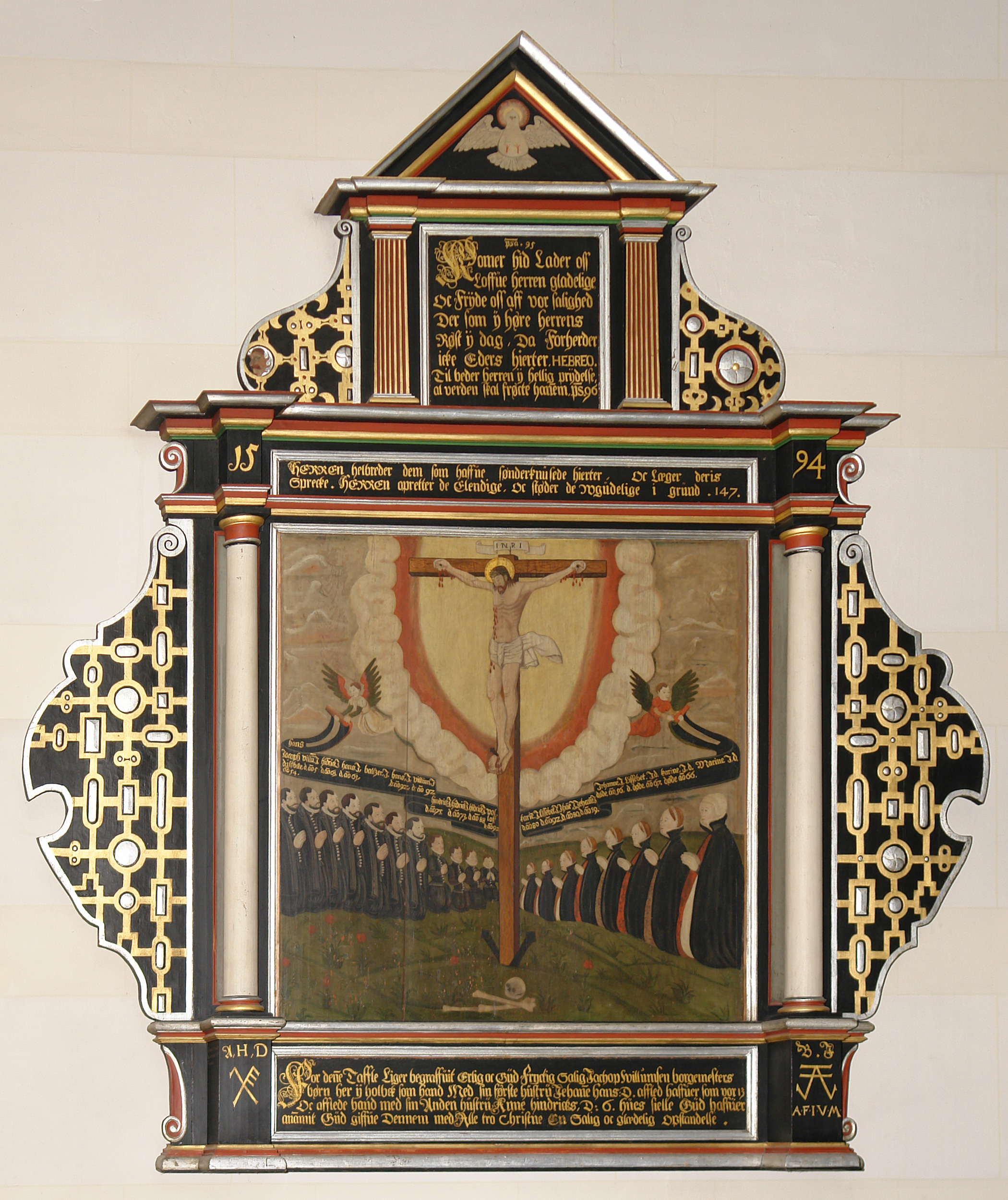
Epitaph von 1594: Jakob Willumsens 19 Kinder unter dem Kreuz Christi.
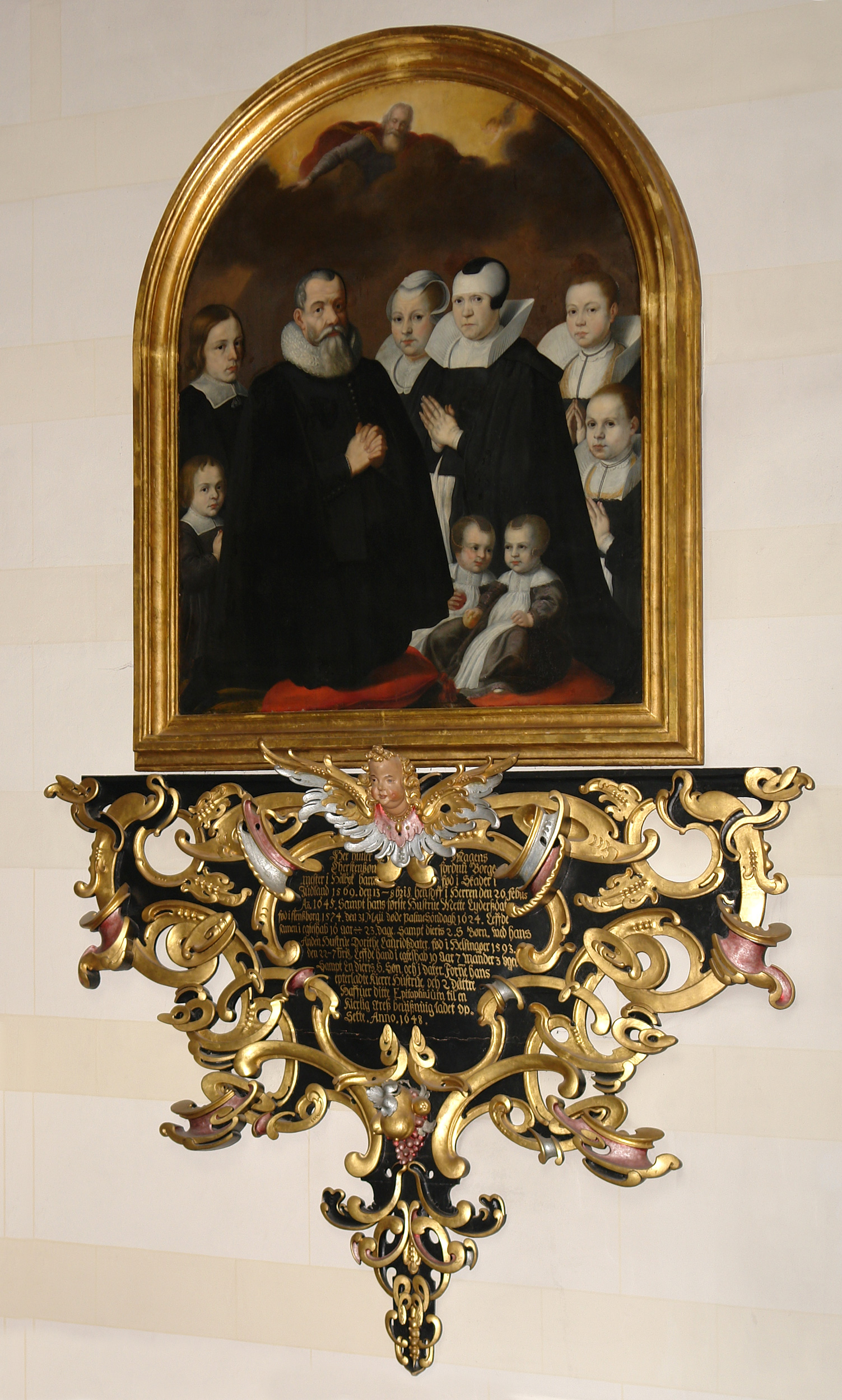
Epitaph von 1648: Bürgermeister Mogens Christensen, seine beiden Frauen und sechs Kinder.

### Epitaphien im Schiff
Das reich verzierte Epitaph im barocken Stil an der Ostwand über der Chororgel wird der Werkstatt des in der Holbæker Region bekannten Bildschnitzer Lorentz Jørgensen zugeschrieben, der ein Schüler Hans Gudewerdt des Jüngeren aus der Eckernförder Bildschnitzerschule war. Das Werk (um 1649) zeigt in dem Gemälde auf Metallplatte Stadtrat Peter Jensen (1583–1649) und seine Frau Margrethe Nielsdatter kniend im Gebet (125 × 94 cm).
An der Westwand, zwischen Orgel und Galerie, ein Epitaph von 1648: Bürgermeister Mogens Christensen (1569–1645), seine beiden Frauen (Mette Lydersdatter, † 1624; Dorthe Lauridsdatter) und sechs Kinder (davon vier gestorben). Gemälde auf Bleiplatte (173 × 139 cm). Vom Rahmen aus der Werkstatt von Lorentz Jørgensen ist nur das untere Stück erhalten, es gilt als bestes Kunstwerk in der Kirche.
An der Ostwand zwischen Galerie und Orgel hängt mit der Inschrift 1594 das älteste Epitaph. Es hat Bilder auf beiden Seiten, da es ursprünglich zwischen zwei Säulen der Abteikirche angebracht war. Das Gemälde zeigt im sichtbaren Teil Jakob Willumsens 19 Kinder unter dem Kreuz Christi, nur drei haben zum Tod des Vaters noch gelebt. Die Initialen am Fuß der Säulen stehen für die Witwe (JHD = Johanne Hans Datters) und Sohn Baltzer (BJ = Baltzer Jakobsens), die das Epitaph bezahlt haben. Auf der abgewandten Seite kniet Jacob Willumsen († 1592), der 30 Jahre Bürgermeister von Holbæk war, mit einer seiner beiden Ehefrauen am Fuße des Kreuzes. (Abmessungen: 266 × 236 cm, Bild 113 × 113 cm)

### Gedenktafeln

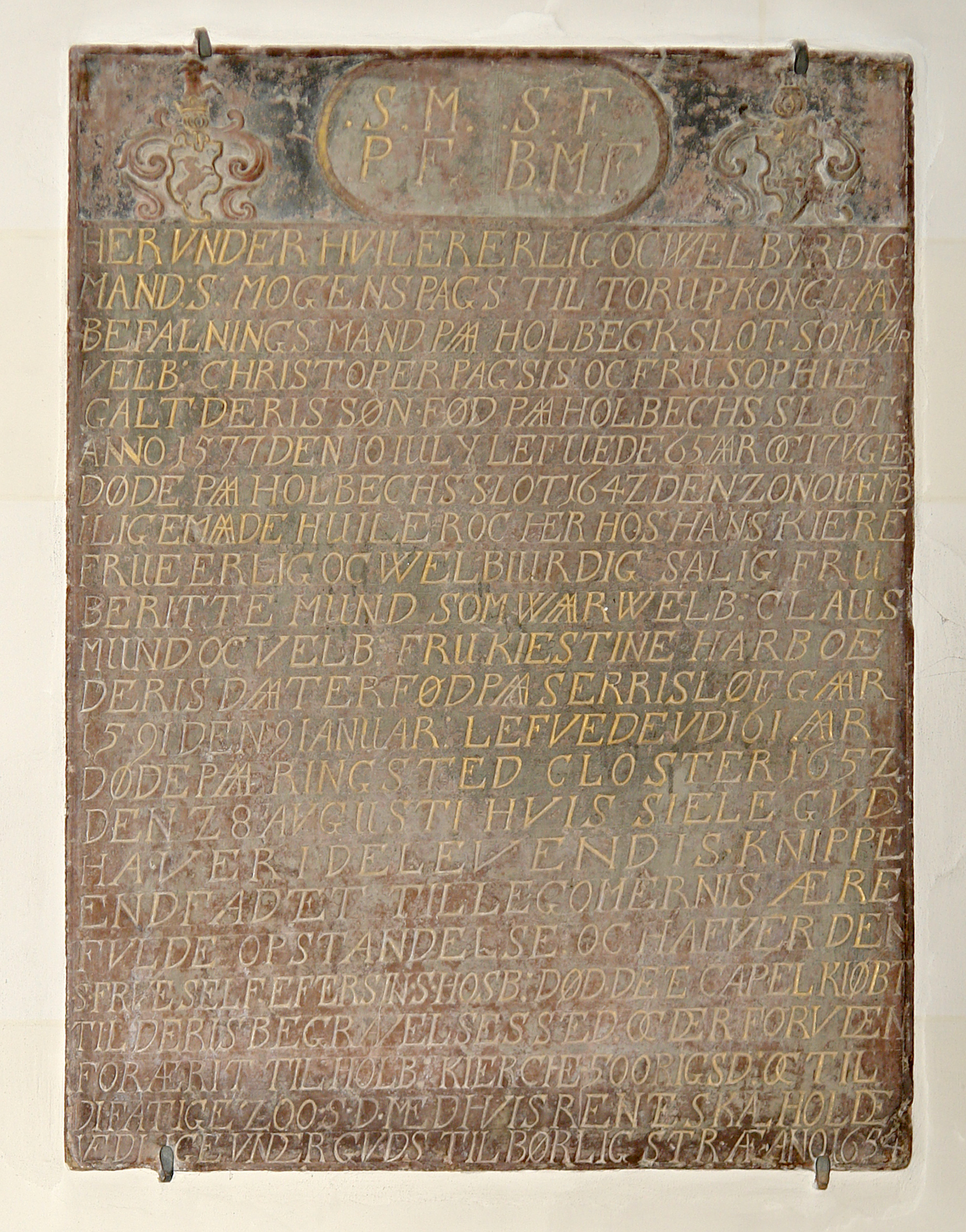
Gedenkstein zu Mogens Packs und seine Frau Berete Mund

Die Marmortafel unter der Orgel an der östlichen Wand besagt, dass 1643 die Witwe von Stadtrat Søren Nielsen, Else Rasmusdatter, 200 rdl. (Taler) gespendet hat, um ein Altarbild für die Abteikirche malen zu lassen. Unter der Orgel an der Westseite ein Stein aus der Grabkapelle der Abteikirche zu Lehnsmann Mogens Packs (1577–1642) und seiner Frau Berete Mund.
Im Turmraum befinden sich drei Tafeln aus Kalkstein:
- Bürgermeister Anders Grubbe († 1726) und seine Frau spenden der Kirche drei Kronleuchter. Der kleine Leuchter im Turmraum trägt ihre Namen.
- Zum Gedenken an den Händler Anders Andersen Borch († 1837) mit Auflistung seiner Stiftungen. Der Stein wurde vom Nachlassverwalter beauftragt.
- Gedenktafel an Tischler J.C. Fugl († 1884) und seine Geschwister, für ein großes Legat in Holbæk.